# Klagenfurter Becken

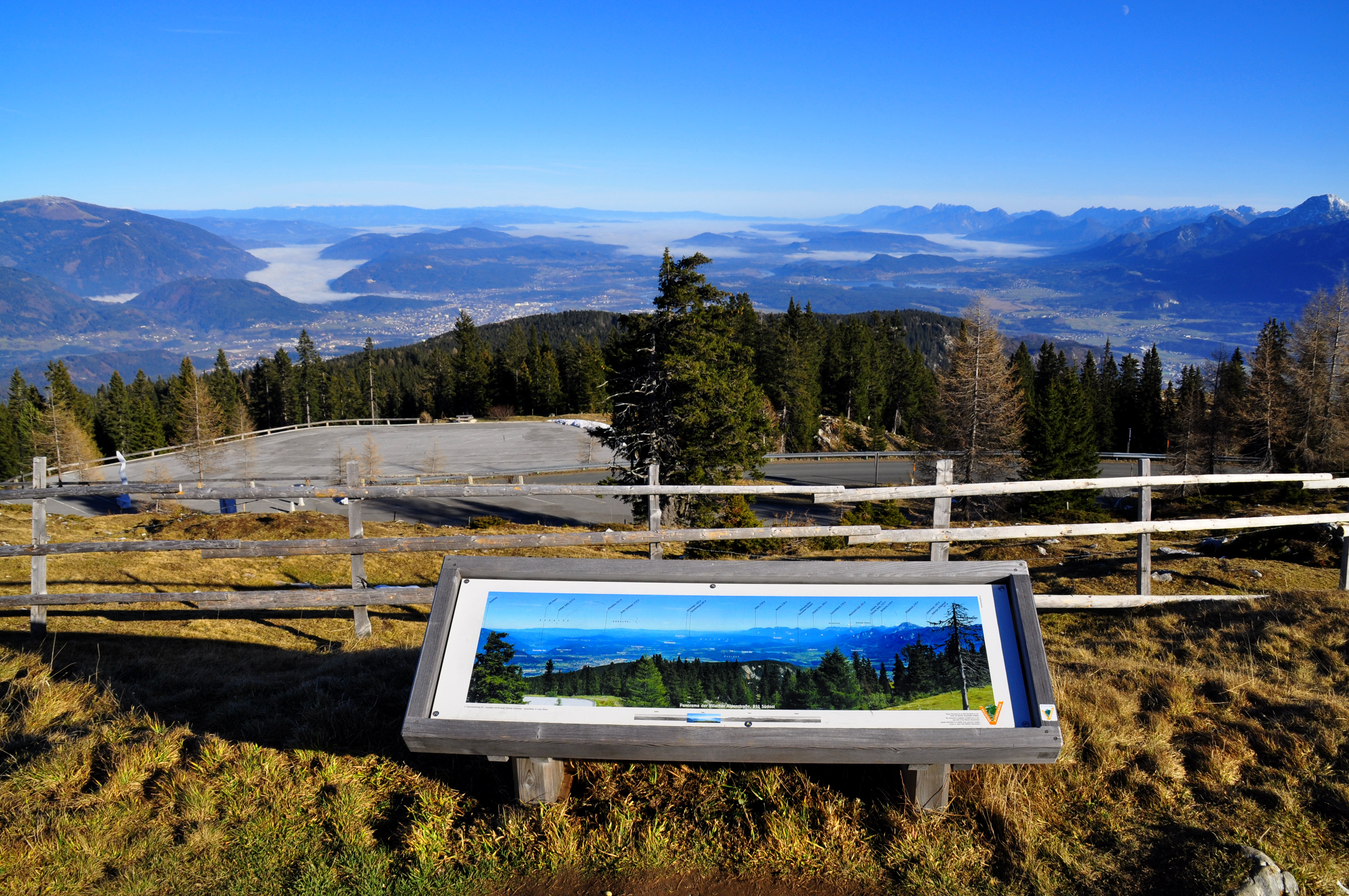
Blick von der Villacher Alpe auf das Klagenfurter Becken

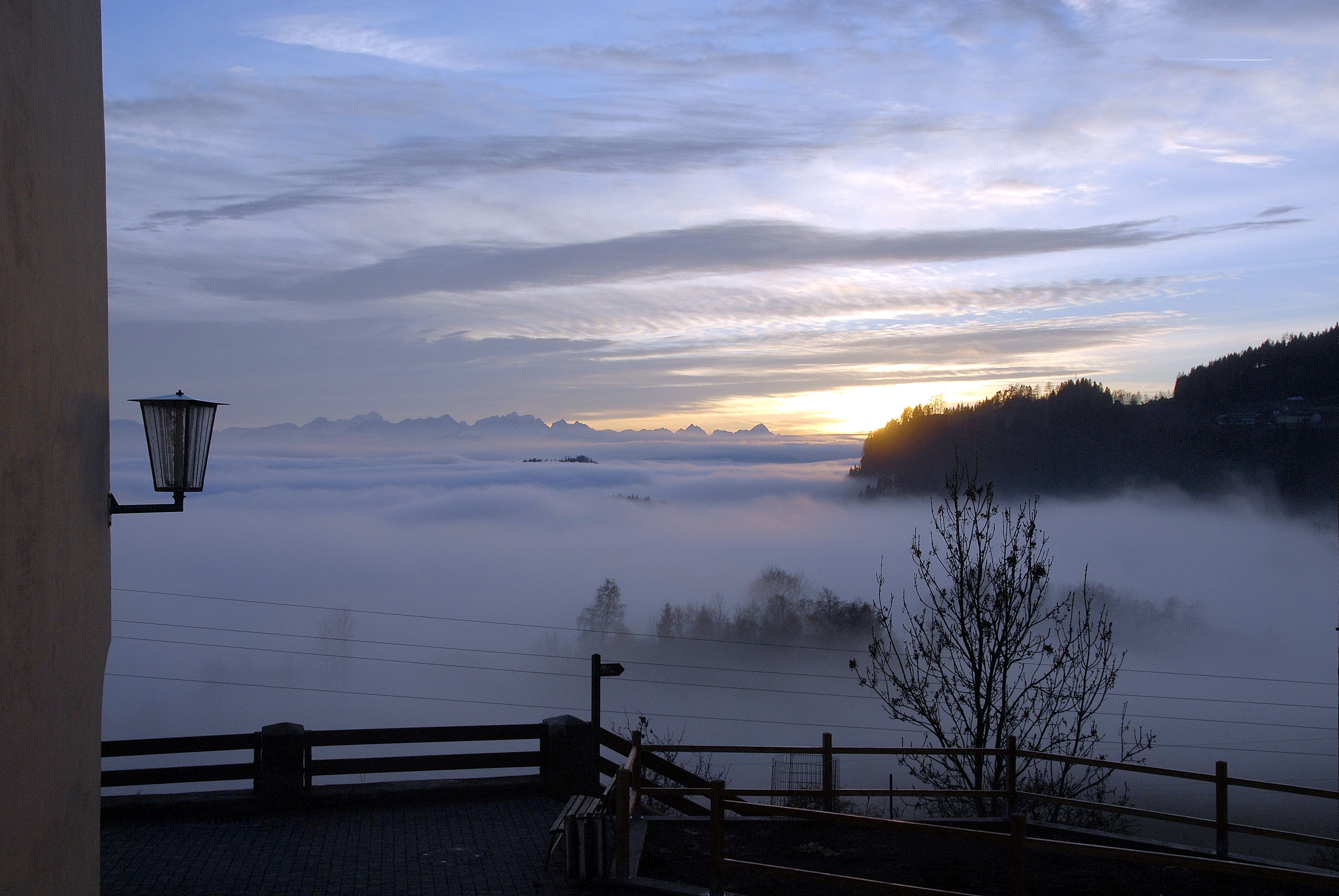
Blick von Sörg über das „Nebelmeer“ im Klagenfurter Becken in Richtung Karawanken und Julische Alpen

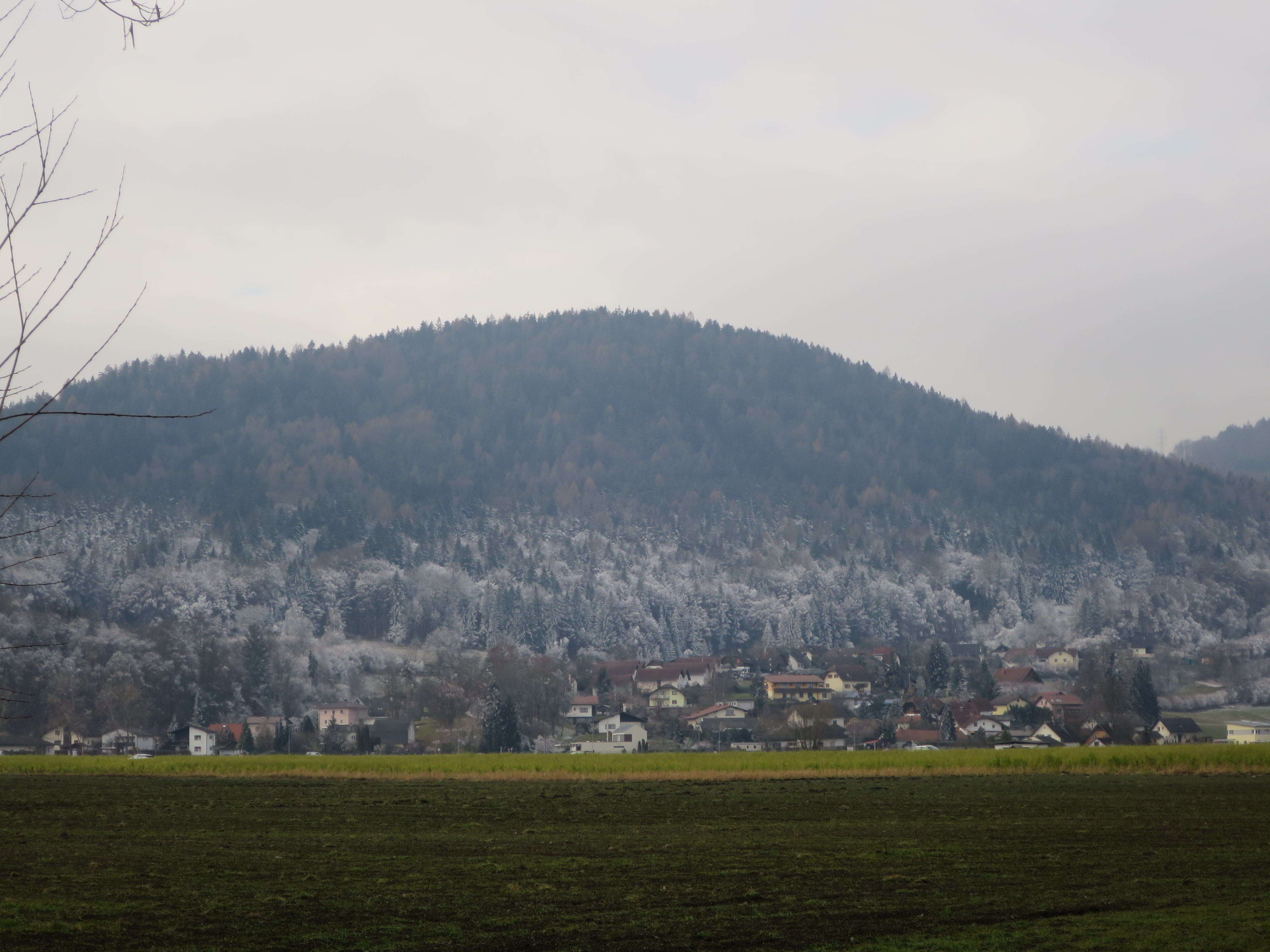
Dezember 2015: Auf halber Höhe des Goritschnigkogels kann man deutlich die verkehrte Reifgrenze zufolge anhaltender Inversionslage sehen.

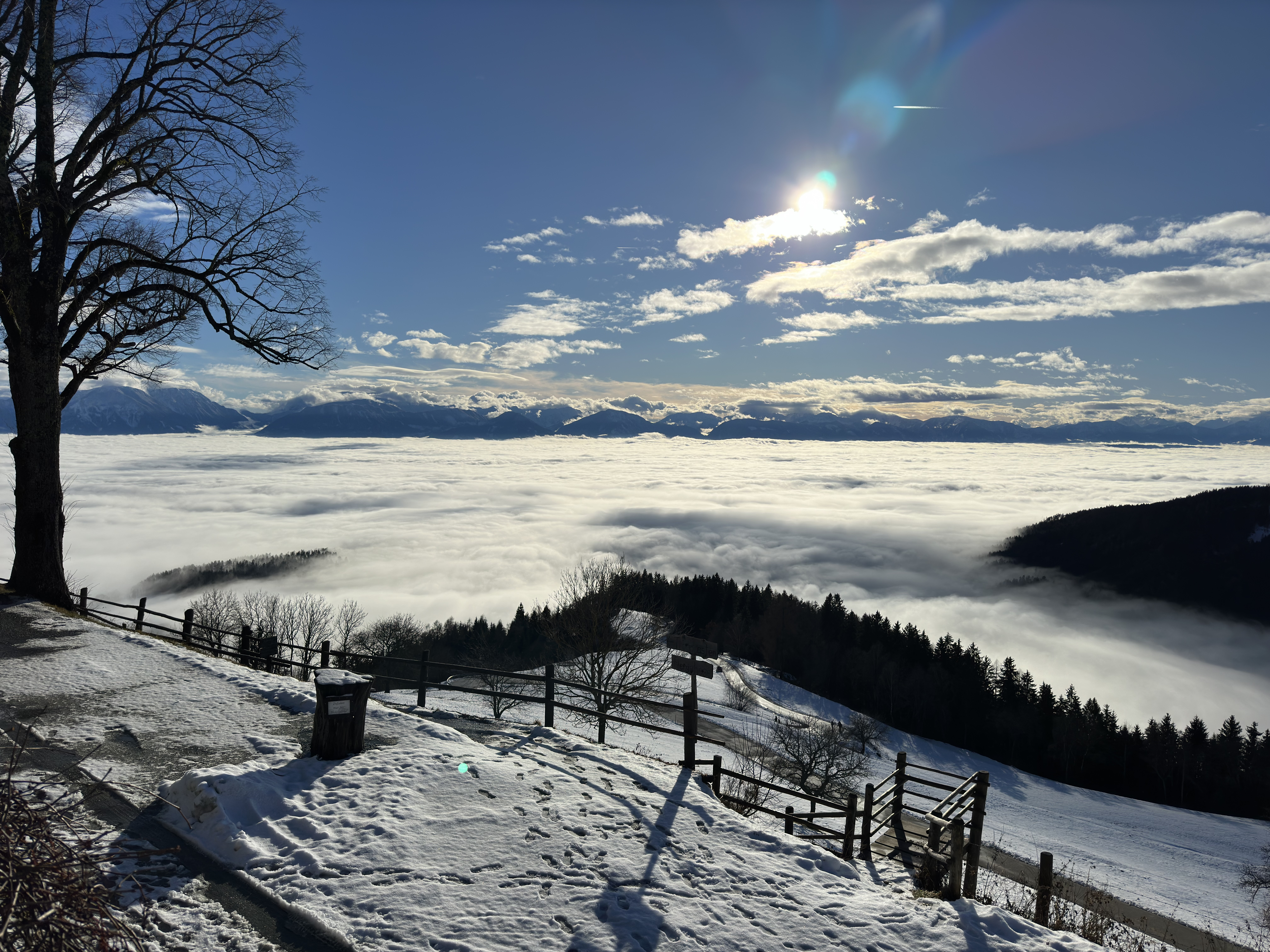
Klagenfurter Becken im Nebel vom Gipfel des Magdalensbergs aus und Karawanken im Hintergrund

Das Klagenfurter Becken (slowenisch: Celovška kotlina; selten: Kärntner Becken) ist ein geologisches Becken mit einer Fläche von 1.750 km², das den Großteil Unterkärntens einnimmt. Dies entspricht etwa einem Fünftel der Fläche des Bundeslandes Kärnten. Es ist die größte Beckenlandschaft innerhalb der Alpen und ist gesäumt von den Gebirgszügen der Karawanken und der Steiner Alpen im Süden, der Lavanttaler Alpen im Nordosten, der Gurktaler Alpen im Nordwesten und der Gailtaler Alpen im Westen. Hauptfluss innerhalb des Beckens ist die Drau. Die größte Stadt ist Klagenfurt am Wörthersee.
Die topografischen und klimatischen Gegebenheiten (Becken- und gute Verkehrslage, schiffbare Drau, mildes Klima) begünstigte eine frühe Besiedlung des Gebietes. Es liegen auch viele der Kärntner Seen, unter anderem der Wörthersee und der Ossiacher See im Gebiet des Klagenfurter Beckens. Außerdem lebt die Mehrheit der Bevölkerung des Landes in diesem Gebiet.
Das Klagenfurter Becken ist sehr häufig von Inversionswetterlagen betroffen, die im Herbst und Winter tagelangen Hochnebel mit sich bringen können.

## Geologie
Ein großer Teil des Beckens besteht geologisch aus den gleichen, jedoch weniger stark gehobenen Gebirgsdecken wie der alpine Beckenrahmen:
Die Hügel nördlich des Keutschacher Seentales (Schrottkogel, Friedlhöhe) und das Gebiet nördlich der Wörtherseefurche werden wie die Seetaler Alpen mit dem Zirbitzkogel sowie die Koralpe und die Saualpe im Osten von den Gesteinsfolgen des Ostalpinen Altkristallins aus dem Erdaltertum (älter als 300 Millionen Jahre) aufgebaut.
Über diesem Sockel liegen die ähnlich alten, aber weniger stark umgewandelten Gesteine der östlichen Gurktaler Alpen, die im Bereich Sankt Veit, Gurk und Feldkirchen ein eher niedriges Mittelgebirge darstellen.
Von den darauf ruhenden Nördlichen Kalkalpen (Erdmittelalter) sind nördlich der am Beckensüdrand zu den Südalpen überleitenden  Nordkarawanken nur noch an wenigen eingesenkten Stellen Erosionsreste erhalten wie zum Beispiel der Ulrichsberg, der Burgfels von Hochosterwitz und die Hügel um das Krappfeld (hier reichen die Kalksteine bis in die frühe Erdneuzeit) sowie westlich von Lavamünd.
Die eigentliche sedimentäre Beckenfüllung aus der jüngeren Erdneuzeit ist auf das Drautal zwischen Villach und Bleiburg sowie das Lavanttal zwischen Wolfsberg und St. Paul beschränkt. Hier tritt besonders die aus widerstandsfähigem Konglomerat aufgebaute Sattnitz als mitunter markante Hügelkette hervor.
Zur Eiszeit (vor ca. 2,5 Millionen – 10.000 Jahren) füllten die aus Oberkärnten kommenden Gletschermassen mehrmals mit großer Mächtigkeit das Klagenfurter Becken. Sie reichten im Osten bis gegen Griffen und erstreckten sich gegen Nordosten bis ins Gebiet des Längsees. Während die Gipfel vom Ulrichsberg und vom Magdalensberg knapp über das Eis emporragten, war die Sattnitz zur Zeit der Gletscherhochstände zur Gänze von Eis überdeckt. Über der heutigen Stadt Klagenfurt lag eine 700 Meter dicke Eisdecke. Die Gletscher transportierten an ihrer Basis Geschiebe mit, die nun vielerorts als Moränen die älteren Beckengesteine überdecken.